# Liochrysogaster
Liochrysogaster là một chi ruồi trong họ Syrphidae.